# Hyprland
Hyprland es un servidor gráfico de ventanas (compositor) dinámico de ventanas en mosaico para Wayland, que ofrece animaciones fluidas, ventanas en mosaico dinámico y esquinas redondeadas, utiliza la biblioteca wlroots, así como lo hace Sway, está escrito en C++, y tiene como objetivo brindar una experiencia agradable.
Admite múltiples diseños, efectos sofisticados, tiene un modelo de Comunicación entre procesos (IPC) muy flexible que permite una gran cantidad de personalización, un poderoso sistema de complementos y más.
El uso general y la configuración, que se realiza sobre un archivo hyprland.conf, están completamente documentados en el Wiki de Hyprland (en inglés).

## Características[9]
- Mosaico Dinámico: El mosaico en Hyprland es dinámico, lo que significa que maneja la ubicación de las ventanas automáticamente en función de múltiples factores. Hyprland admite una variedad de diseños, cada uno con sus propias opciones para ser ajustarlos.[10]
- Fácil Configuración: Para configurar Hyprland sólo se debe editar un documento de texto.[11]
- Base de código fácilmente ampliable y legible
- Soporte de complementos
- Configuración recargada instantáneamente al guardar
- Animaciones personalizadas basadas en curvas Bezier: Animaciones suaves: Hyprland ofrece animaciones fluidas y receptivas, ya sea al cambiar de ventana, cambiar un espacio de trabajo o abrir un iniciador de aplicaciones.[12]
- Desenfoque de doble Kawase (Dual-Kawase Blur) en ventanas transparentes.[13]
- Esquinas redondeadas
- Bordes degradados
- Espacios de trabajo totalmente dinámicos
- Sigue de cerca a wlroots-git
- Combinaciones de teclas globales pasadas a sus aplicaciones de elección
- Mucha personalización
- wlroots incluidas
- Fundido de entrada/salida de ventana/capa
- Mosaico/pseudomosaico/ventanas flotantes/de pantalla completa
- Cambio de espacios de trabajo entre modos de ventana sobre la marcha
- Espacios de trabajo especiales (scratchpads)
- Reglas de ventana/monitor
- Basado en socket IPC
- Compatibilidad con el protocolo de espacios de trabajo wlr_ext
- Sistema de eventos para scripts bash
- Seguimiento completo de daños
- Soporte de muelles
- Soporte de tableta de dibujo IME nativo + compatibilidad con paneles de entrada

## Estructura de configuración
```
└── hypr               : Directorio de configuración de Hyprland
    ├── foot           : Configuración del Terminal
    ├── mako           : Configuración del demonio de notificación
    │   └── icons      : Íconos de notificación
    ├── rofi           : Archivos de configuración de Rofi
    ├── scripts        : Varios scripts para la funcionalidad
    ├── wallpapers     : Fondos de pantalla
    ├── waybar         : Configuración de la barra de estado
    ├── wlogout        : Configuración de cierre de sesión (wlogout)
    │   └── icons      : Íconos de sesión
    ├── wofi           : Configuración del lanzador
    ├── hyprland.conf  : Archivo de configuración de Hyprland
    └── hyprtheme.conf : Archivo de colores y elementos temáticos
```